# بياثلون

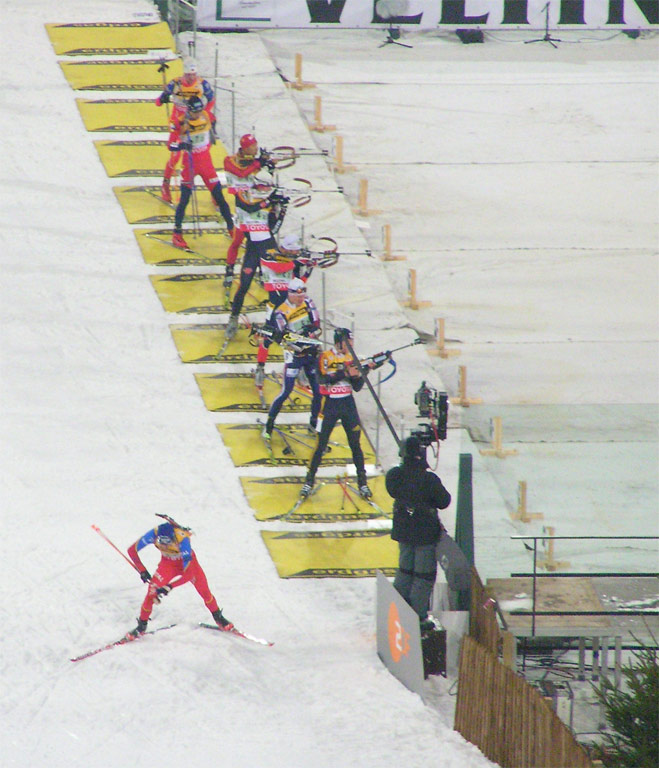
عدة رياضيين في منطقة الرماية يتنافسون في البياثلون

ثنائية الرماية والتزلج للمسافات البعيدة Biathlon : نوع من أنواع الرياضة الشتوية وهي أحد المسابقات الرئيسية في الألعاب الأولمبية الشتوية وهي تزلج للمسافات الطويلة يتخللها 2 إلى 4 جولات من الرماية باستعمال البندقية في وضعي الوقوف والأنبطاح ويعتبر دقة التصويب عاملا مهما في الفوز إذ يتم إضافة مسافة اضافية إلى المسافة الأجمالية لشطر التزلج للمسافات الطويلة إذا كان التصويب في شطر الرماية غير دقيقا.
في كل شوط من أشواط الرماية يجب على اللاعب أن يصيب 5 أهداف وإذا اخطأ في اصابة هدف واحد عليه التعويض باتباع أحد الطرق التالية:
- إضافة 150 متر إلى المسافة الأجمالية.
- إضافة 1 دقيقة إلى وقته الأجمالي.

يكون وزن البندقية عادة 3,5 كجم ويبعد الرامي عن الهدف 50 مترا وهناك 5 أهداف دائرية يجب اصابتها اما بالنسبة لطول المسافة الأجمالية فهو يختلف حسب الأنواع الفرعية للرياضة والنوع الشائع هو 10 كم للرجال و 7,5 كم للسيدات تتخللها 10 اشواط من الرماية 5 في وضع الوقوف و 5 في وضع الأنبطاح والفائز هو الذي يكمل اللعبة في أقصر وقت.
يرجع بدايات نشوء هذه اللعبة إلى النروج حيث كانت جزءا من تدريبات الجيش النرويجي ونظمت أول بطولة في هذه اللعبة عام 1767 دخلت اللعبة إلى الألعاب الأولمبية الشتوية عام 1960 وأقيمت أول بطولة عالمية للمحترفين عام 1958 في النمسا وفي عام 1992 بدأت السيدات بالأشتراك بالمسابقات الأولمبية في هذه اللعبة.